# Jean Jacques Kickx
Pour les articles homonymes, voir Kickx.
Jean Jacques Kickx est un botaniste belge, né le 27 janvier 1842 et mort le 27 mars 1887.

## Biographie
De 1865 à 1887, il est recteur de l’université de Gand.  Il achève et publie l’ouvrage de son père, Jean Kickx (1803-1864), la Flore cryptogamique des Flandres. Son grand-père, Jean Kickx (1775-1831), est également un botaniste.

## Source
- Traduction de l'article de langue allemande de Wikipédia.